# Gearóid Ó Cairealláin
Gearóid Ó Cairealláin (Belfast, octubre de 1957 - Belfast, 20 de desembre de 2024) va ser un activista cultural nord-irlandès,  defensor i promotor de la llengua irlandesa a Irlanda del Nord i la República d'Irlanda, especialment a Belfast Occidental.

## Biografia
Ó Cairealláin va néixer l'octubre de 1957. Provenia de Belfast West, on va assistir a la St Mary's Christian Brothers' Grammar School. Va ser allà on es va interessar per la llengua irlandesa.
Després de deixar l'escola, va treballar en diversos càrrecs clericals, però es va fer més actiu en diverses organitzacions de llengua irlandesa. Va fundar la publicació setmanal Preas an Phobail, que es va convertir en el diari irlandès Lá el 1984. Va ser membre fundador d'Aisling Ghéar, el grup de teatre en llengua irlandesa, Raidió Fáilte, l'emissora de ràdio en irlandès, i Cultúrlann McAdam Ó Fiaich, el centre cultural de llengua irlandesa a Falls Road, a Belfast.
Va ajudar a establir Meánscoil Feirste, que es va convertir en Coláiste Feirste, l'única escola irlandesa de nivell secundari a Belfast.
De 1995 a 1998 va ser president del grup de defensa de la llengua irlandesa Conradh na Gaeilge.
L'any 2006 va patir un ictus que el va deixar paralitzat de cintura per avall, però va continuar defensant la llengua irlandesa.
Ó Cairealláin també va ser un músic d'èxit. I va ser el pare de Naoise Ó‌ Cairealláin, alias Móglaí Bap, membre de la banda de hip-hop Kneecap.
Ó Cairealláin estava casat amb Bríd Ó Gallchoir i va tenir tres fills. Va morir al Royal Victoria Hospital de Belfast el 20 de desembre de 2024, a l'edat de 67 anys.